# 上海长途汽车站
上海长途汽车站是位于中國上海市静安区中山北路沪太路转角的一個長途汽車車站，建成時占地1.91公顷，並且設有候车室、职工宿舍和售票处，而且建成時隶属于上海市公交公司。上海长途汽车站於1987年12月l日开始运营，當時就有發往安徽省、江苏省的長途汽車從上海长途汽车站始發。